# Лос-Боличес

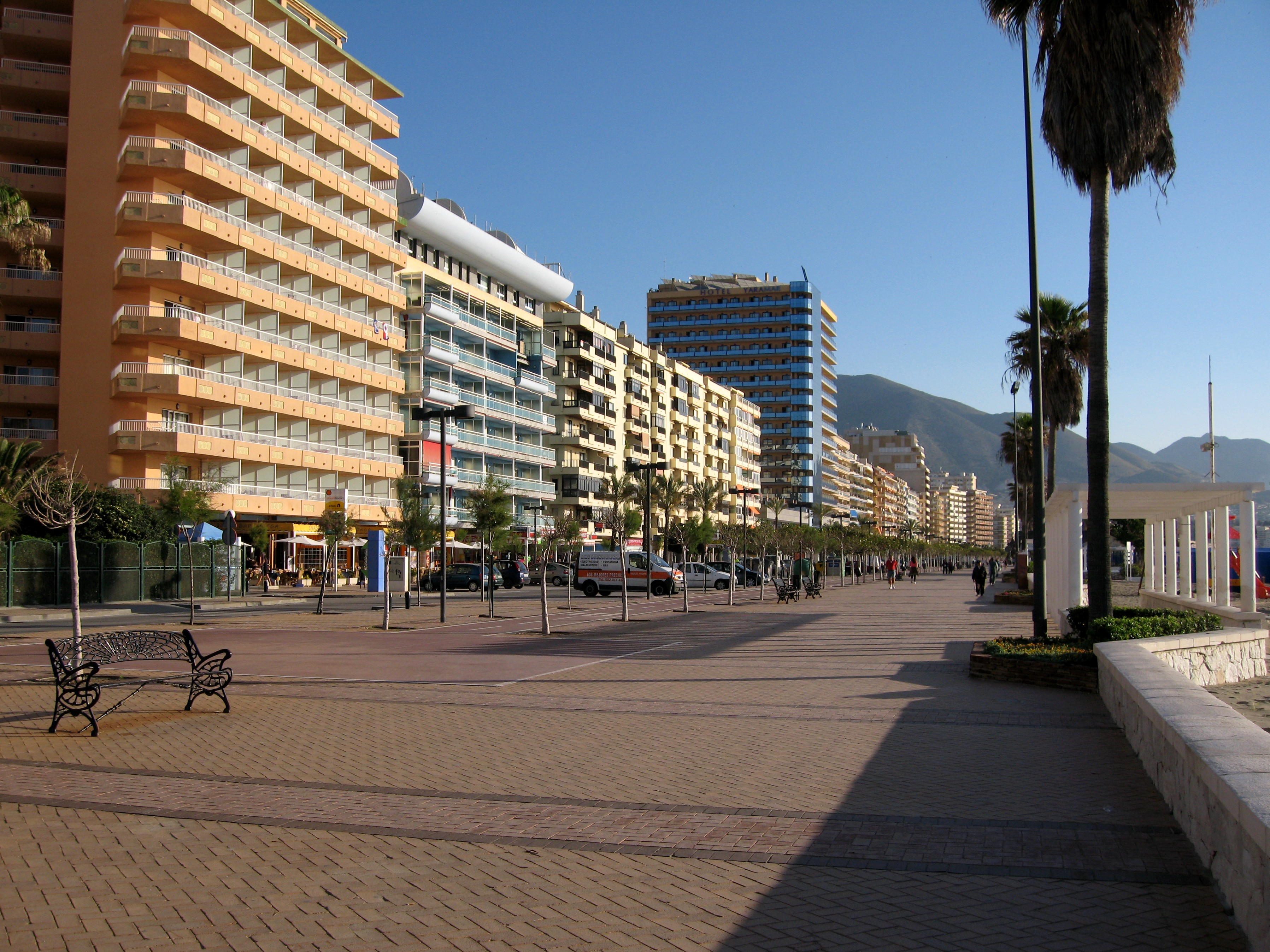
Приморский бульвар в Лос-Боличес

Лос-Боли́чес (исп. Los Boliches) — квартал в городе Фуэнхироле, провинция Малага, на юге Испании. Некогда самостоятельная рыбацкая деревушка Дель-Боличе в настоящее время полностью интегрирована в город. Прибрежная часть квартала застроена гостиницами, здесь также постоянно проживает большое количество иностранцев, преимущественно выходцев из Скандинавии и Великобритании. По традиции границы квартала определяются протекающими здесь ручьями Реаль и Пахарес, пляжем Лос-Боличес и старой автомобильной дорогой N-340, обходящей Фуэнхиролу. Первые упоминания о Лос-Боличес относятся к 1822 году, когда по документам в деревне проживало 25 жителей. В квартале находится одноимённая с кварталом станция пригородной электрички Cercanías, соединяющей Фуэнхиролу с Малагой.